# Manuel da Silva Rosa
Manuel da Silva Rosa (ur. 1961) – portugalski pisarz i historyk, autor książek historycznych.
Znany przede wszystkim z kontrowersyjnej teorii jakoby Krzysztof Kolumb miał być synem Władysława Warneńczyka. Według Rosy Władysław Warneńczyk nie zginął w bitwie pod Warną w 1444 roku, lecz po latach wędrówki ukrył się na Maderze.
Rosa swoje teorie zawarł w książce z 2006 Cristóbal Colón. La Historia Nunca Contada. Jego tezy spotkały się ze sceptycyzmem większości historyków.
Od 2008 pracuje na Duke University jako członek zespołu service desk.

## Książki
- O Mistério Colombo Revelado, 2006
- Colombo Português-Novas Revelações, 2009
- Colón. La Historia Nunca Contada, 2010
- Kolumb. Historia Nieznana, 2012
- Kolumbas. Atskleistoji istorija
- Desvendando enigmas e falsidades sobre Cristóvão Colon. Sua nobreza, a localização do forte Natividad, e verdadeiro destino de Santa Maria, 2015
- A will without a way. A critical review of how the Christopher Columbus Mayorazgo of 1498 continues to perpetrate a fraud against historians and history., 2015
- Columbus-The Untold Story, Outwater Media Group, New Jersey, 2016, ISBN 978-0578179315.
- Colombo. Mistério Resolvido, Arandis Editora, Portugal, 2017

## Nagrody
- Boston Globe Art Merit Award (1976)[5]
- Lockheed Martin Lightning Award (2002)
- Special Recognition Award by The American Institute of Polish Culture (2015)
- Independent Press Award in World History (2017)[6]